# Skarpnäcks skola

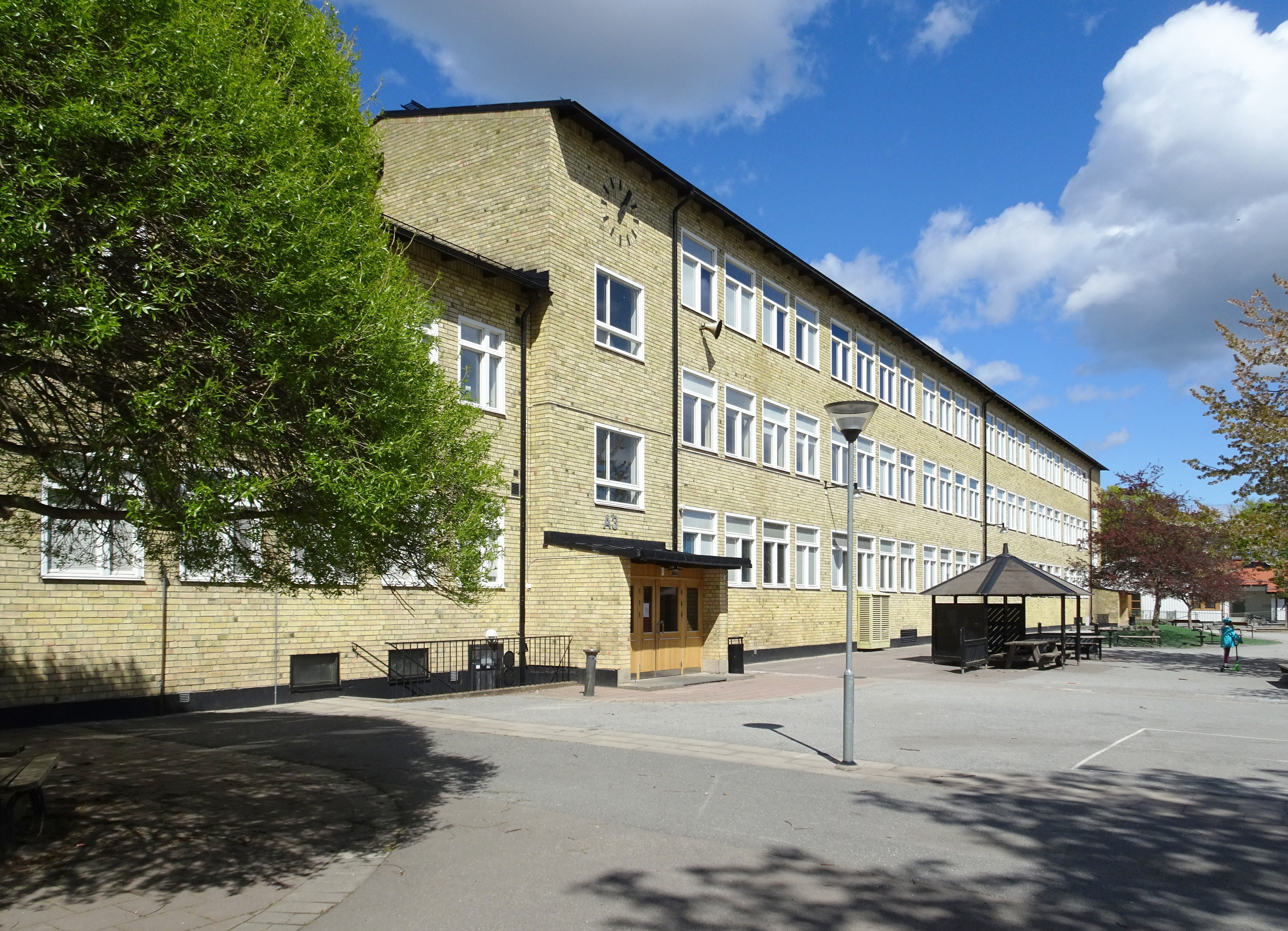
Skarpnäcks skola, maj 2020.

Skarpnäcks skola är en kommunal grundskola belägen i kvarteret Svenska Högarna vid Kärrtorpsvägen 96 i stadsdelen Kärrtorp i södra Stockholm. Skolhuset byggdes 1952 efter ritningar av arkitekt Ture Ryberg och är grönmärkt av Stadsmuseet i Stockholm vilket innebär att bebyggelsen anses vara ”särskilt värdefull från historisk, kulturhistorisk, miljömässig eller konstnärlig synpunkt”. Skolan kallades ursprungligen Skarpnäcks skola, namnändring 1968 till Nya skolan samt 1985 till Skarpnäcks nya skola, senare åter Skarpnäcks skola. Sedan år 1992 är Skarpnäcks skola annex till Skarpnäcks gamla skola som ligger mittemot dock i stadsdelen Enskededalen. Stadsdelsgränsen går i Kärrtorpsvägen.

## Bakgrund
Sedan 1929 var Skarpnäcks gamla skola grundskola för barnen i Enskededalen samt omgivning, men den räckte inte till att ta emot alla nya barn som förväntades bo i den efter andra världskriget planerade tunnelbaneförstaden Kärrtorp. 1951 fastställdes en stadsplan (Pl 3896) som tillät bebyggelse för allmänt ändamål i kvarteret Svenska Högarna direkt öster om den gamla skolan. I den till stadsplanen hörande planbeskrivningen hette det bland annat: ”Det nu aktuella förslaget till stadsplaneändring är föranlett av önskemålet att utöka det i kvarteret Tvätterskan befintliga skolområdet. Härtill föreslås det inom kvarteret Svenska Högarna fastställda området, som tidigare utlagts för allmänt ändamål”. I stadsplanen föreslogs även en gångtunnel under Kärrtorpsvägen som går mellan skolorna.

## Skolans byggnader

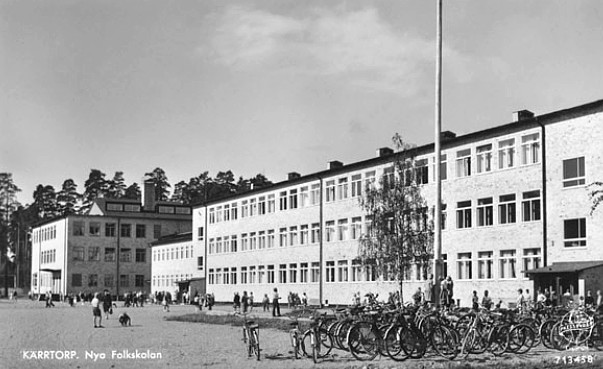
Vykort från 1950-talet.

Arkitektuppdraget för den nya skolbyggnaden gick till Ture Ryberg, uppdragsgivare var Stockholms folkskoledirektion och anläggningen uppfördes av byggmästare Nils Nessen.
Ryberg ritade en lång byggnadskropp i tre våningar som är sammanbunden i sydväst med en kvadratisk vinkelställd volym om fyra våningar, genom en länkbyggnad i två våningar samt en indragen trapphusbyggnad. Den högre byggnaden inrymde ursprungligen på bottenvåningen bland annat huvudentré, entréhall, skolkök och matsal. I anslutning till entréhallen planerades även en utbyggnad innehållande samlingssal med scen, som dock aldrig realiserades. Högre upp i byggnaden grupperades lärosalar runt en ljushall som smyckades med nonfigurativt måleri av konstnären Karsten Keiseraas. I den långa byggnadsdelen anordnades klassrum i rad, sex per våning. Byggnadskomplexet fick en enhetlig exteriör av gult fasadtegel. 
I början av 1980-talet uppfördes två fritidshem på tomtens nordvästra del, arkitekt var Stockholms fastighetskontorets byggavdelning. År 2000 utökades skolans bebyggelse med en låg- och mellanstadie-särskola som placerades på skolgårdens södra hörn. Arkitekt var ANOVA arkitekter och byggherre SISAB. Byggnaden projekterades att i framtiden även kunna nyttjas som en ordinarie skola.

## Verksamhet
Sedan år 1992 är Skarpnäcks nya skola annex till Skarpnäcks gamla skola och Skarpnäcks skola uppdelad i två huvudbyggnader, den gamla delen från 1928 vid Kärrtorpsvägen 62 och den nya delen från 1952 vid Kärrtorpsvägen 95. I gamla byggnaden ligger grundsärskolan samt lokalerna för årskurserna 1, 2, 4, 5 och 6. I nya byggnaden finns förskola och lokaler för årskurserna 3 och 7–9. Skolbespisningen ligger i nya skolan och tar emot även eleverna från gamla skolan. Båda skolor tillsammans hade 2019 cirka 970 elever, därav 96 elever i förskoleklass och 43 elever i grundsärskolan samt omkring 165 medarbetare. Sedan höstterminen 2012 är Skarpnäcks skola även en så kallad ”övningsskola” vilket innebär att man tar emot ett stort antal lärarstudenter och många av skolans lärare fungerar som handledare för dem.

## Nutida bilder

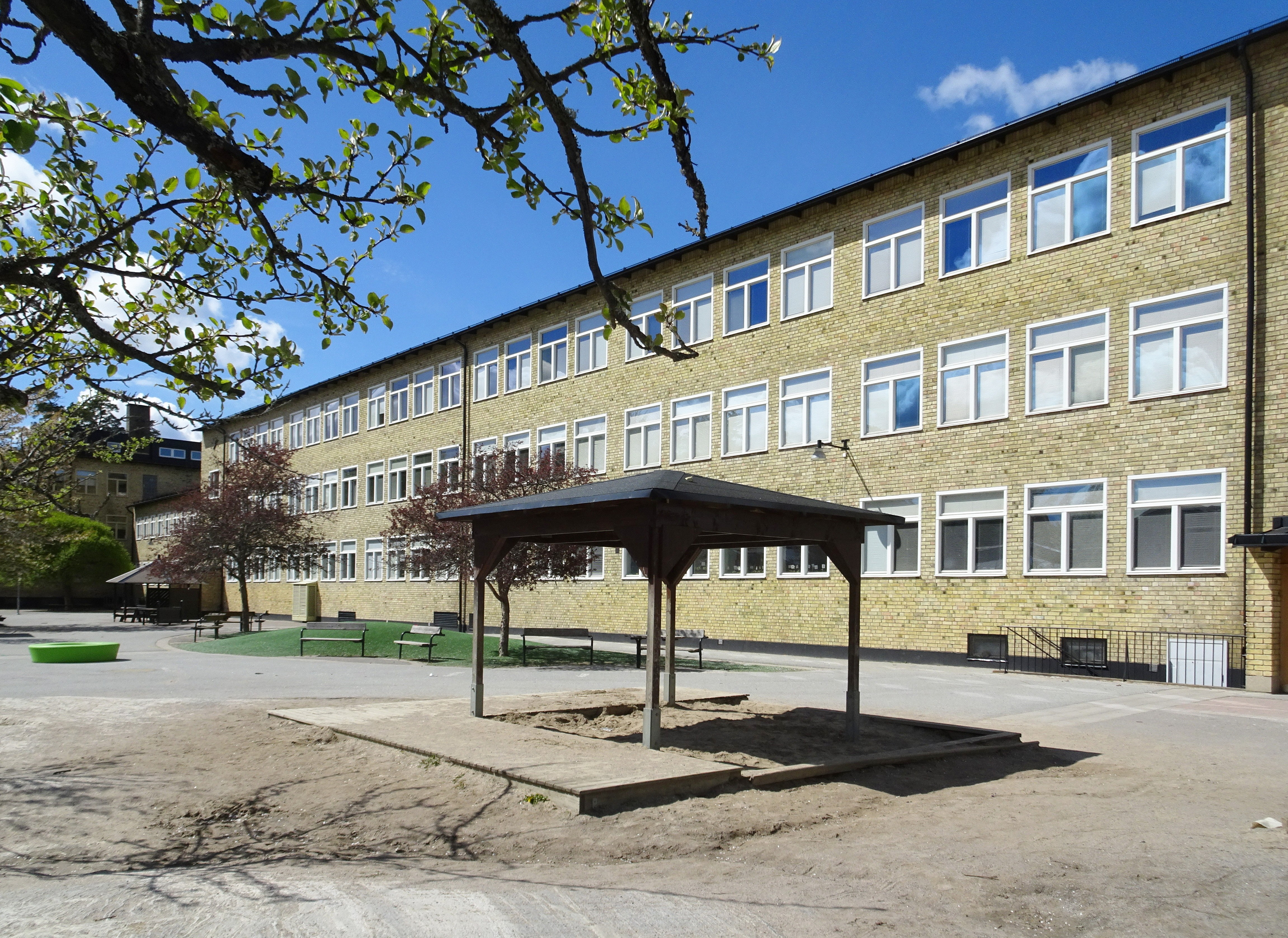
Fasad mot skolgården.
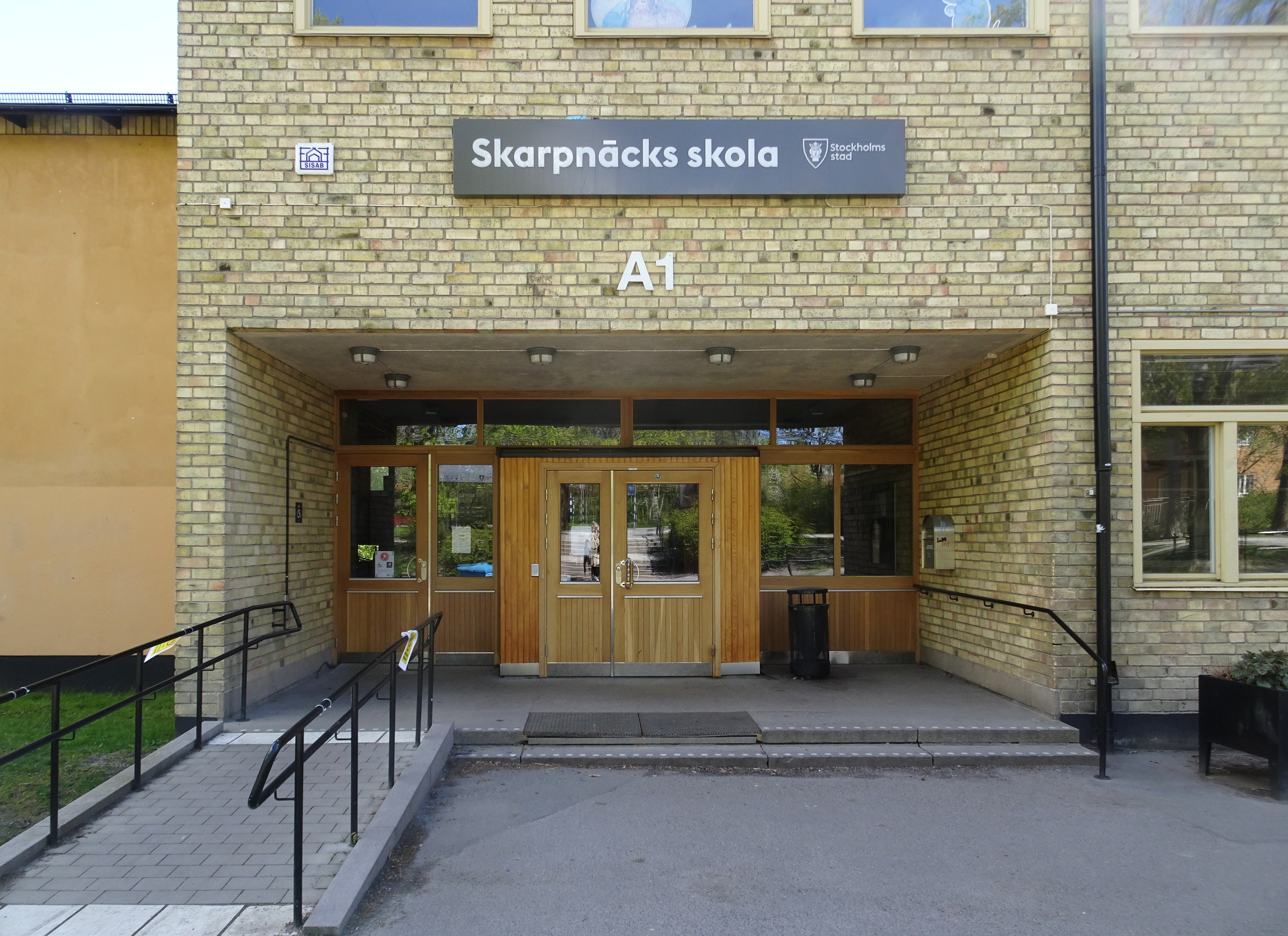
Huvudentré.
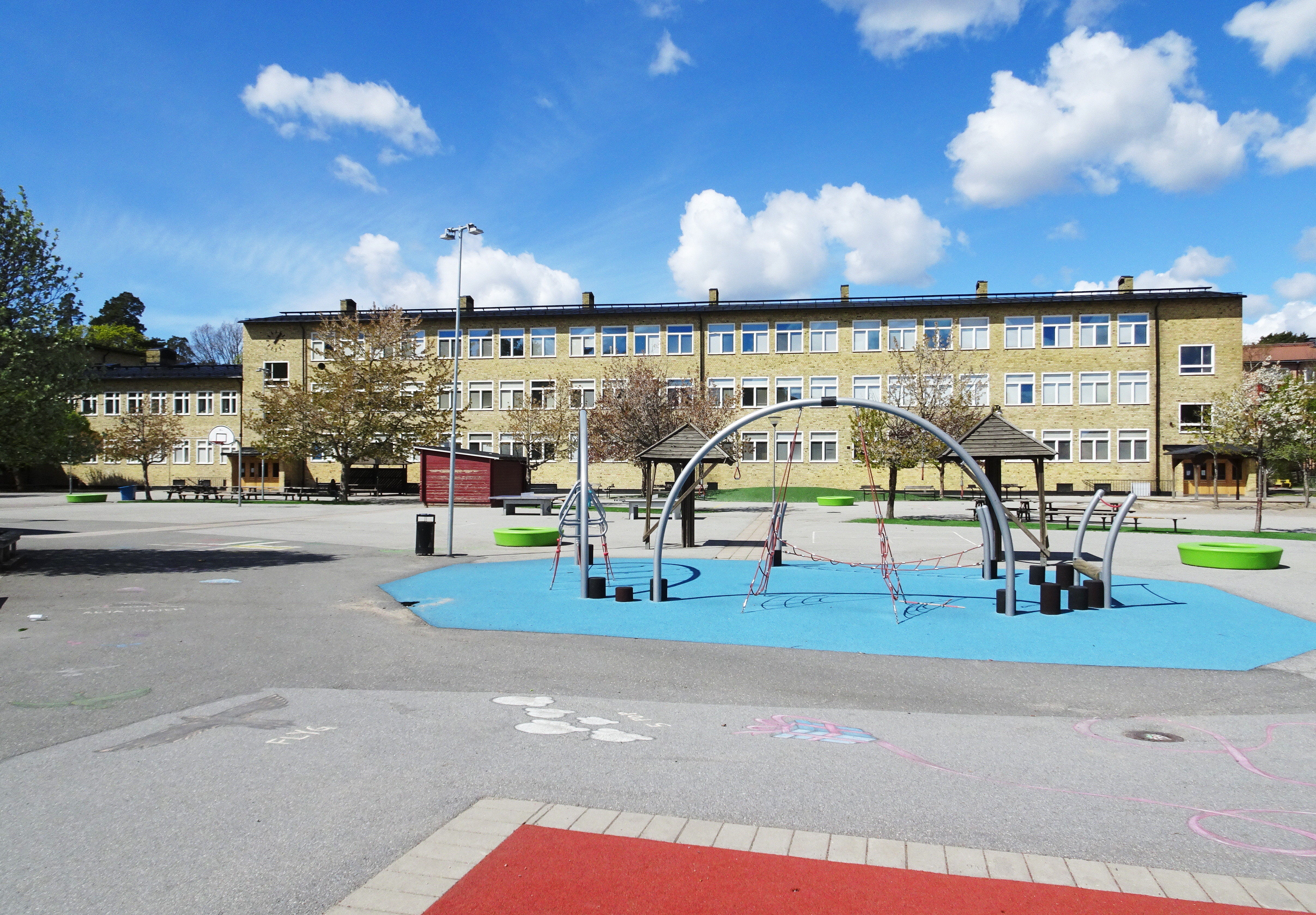
Fasad mot skolgården.
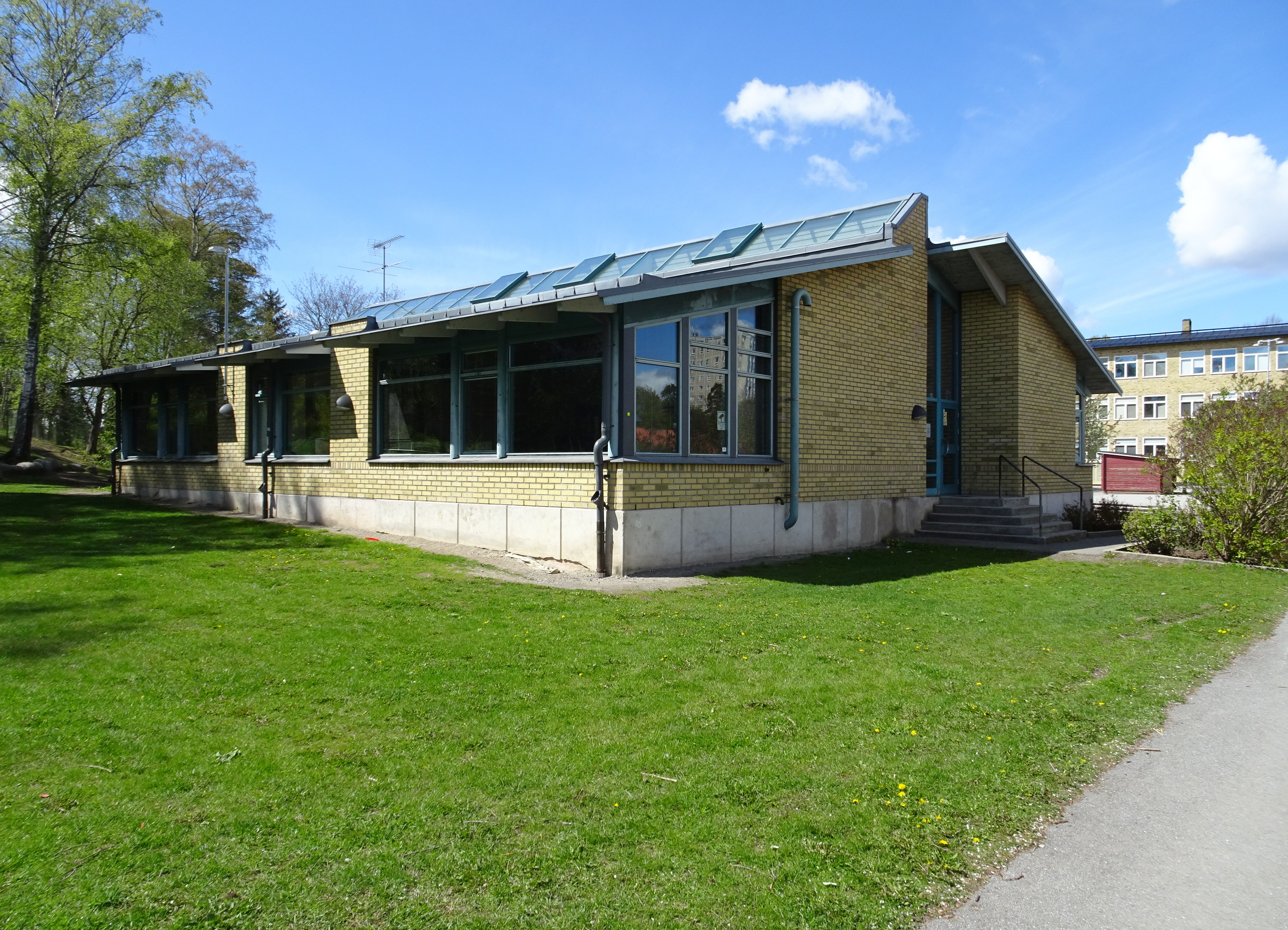
”Tegelhuset”, som huserar ordinarie klassrum samt labb och hemkunskapssal.